# Панов, Андрей Анатольевич
Андрей Анатольевич Панов (род. 8 августа 1976, Якутск) — российский государственный политический деятель, первый заместитель Губернатора — председатель Правительства Кемеровской области — Кузбасса с 21 мая 2024 года.

## Биография
Родился 8 августа 1976 года в городе Якутск.

## Образование
В 1998 году окончил Новосибирский государственный архитектурно-строительный университет по специальности «Теплогазоснабжение и вентиляция».
В 2002 году окончил Финансовую академию при Правительстве РФ по специальности «Финансы и кредит».
В 2011 году окончил Иркутский государственный университет по специальности «Геология нефти и газа».
В 2022 году окончил Российскую академию народного хозяйства и государственной службы при Президенте Российской Федерации, специалист в области государственного и муниципального управления.
Кандидат экономических наук (Ph.D). (тема научной работы: «Стратегическая экологическая оценка развития промышленного региона с учетом глобальных вызовов»).

## Трудовая деятельность
С июля 1998 по сентябрь 1999 — инженер капитального ремонта, Инженер, инженер 2-й категории Отдел капитального ремонта ПЭТС и ЖК АК «Алроса».
С сентября 1999 по май 2005 — экономист 1-й категории, ведущий инженер отдела диверсификации АК «Алроса».
С июня 2005 по январь 2008 — директор МУ «Управление жилищно-коммунальной хозяйства» Администрации МО «Мирнинский район» Республики Саха (Якутия).
С 2008 по 2012 - Заместитель начальника Управления добычи и транспортировки газа (по производству), начальник производственно-диспетчерской службы ОАО "АЛРОСА-Газ" .
С 2012 по 2013 - первый заместитель главы по ЖКХ, земельным и имущественным отношениям, Муниципальное Образование "Город Мирный", г. Мирный Республики Саха (Якутия).
С декабря 2013 по декабрь 2016 — министр промышленности Республики Саха (Якутия).
С 2016—2017 годах — министр промышленности и геологии Республики Саха (Якутия).
С января 2018 г. по сентябрь 2018 г. - заместитель генерального директора  ООО «Таас-Юрях Нефтегазодобыча»
С сентября 2018 по 21 мая 2024 — заместитель губернатора Кемеровской области по промышленности, транспорту и потребительскому рынку, заместитель губернатора по промышленности транспорту и экологии.
15 мая 2024 года Президент России Владимир Путин назначил Председателя Правительства Кемеровской области Илью Середюка временно исполняющим обязанности губернатора региона (действующий глава области Сергей Цивилёв стал министром энергетики России в обновлённом правительстве Михаила Мишустина).
21 мая 2024 назначен на должность первого заместителя губернатора — председателя правительства Кемеровской области вместо Ильи Середюка.